# 朝鲜银行奉天支店旧址

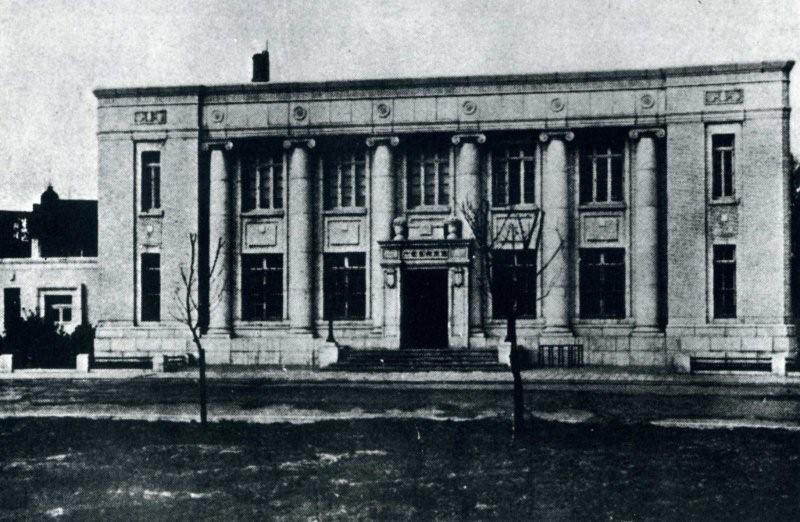
旧时朝鮮銀行奉天支店

朝鲜银行奉天支店是朝鲜银行在中国辽宁沈阳建造的分行机构，其旧址位于中国辽宁省沈阳市和平区中山路112号。2013年，成为第七批全国重点文物保护单位——沈阳中山广场建筑群项目之一。现为华夏银行使用。

## 历史
1913年7月，日本提出满鲜一体政策。同年，朝鲜银行在奉天设立支店——奉天小西关出张所。1916年，出张所改为支店。奉天支店建立初期，只办理普通银行业务和日朝间的贸易结算。1917年11月，朝鲜银行奉天支店行使日本中央银行分支机构的职能。1936年12月，满洲银行、正隆银行、朝鲜银行及其在东北的分支机构合并为满洲兴业银行。朝鲜银行奉天支店遂即告终，其生存期共27年。

## 建筑
朝鲜银行奉天支店大楼建于1920年，由中村与资平建筑事务所设计，建筑规模为地上2层，地下1层，建筑面积为2881平方米。大楼外观是欧洲古典复兴样式风格，建筑布局基本对称。大楼有三个入口；主入口面向中山广场，主要引导顾客入流，其它两个侧入口为内部人员办公入口和外来办事人员入口。